# Rally de Australia de 2011
El Rally de Australia de 2011, oficialmente 21st Rally Australia, fue la edición 21.ª y la décima ronda de la temporada 2011 del Campeonato mundial de rally. Se celebró entre el 8 y el 11 de septiembre en los alrededores de Coffs Harbour, Nueva Gales del Sur (Australia) y contó con un itinerario de veinte seis tramos sobre tierra que sumaban un total de 368.96 km cronometrados. Fue además la quinta ronda del campeonato de producción.
El vencedor fue Mikko Hirvonen a bordo de un Ford Fiesta RS WRC siendo la segunda victoria de la temporada y la tercera consecutiva en Australia. Segundo fue su compañero de equipo Jari-Matti Latvala que finalizó a solo catorce segundos y tercero Petter Solberg con el Citroën DS3 WRC. Por su parte, Sébastien Loeb que abandonó el primer día pero se incorporó gracias al formato Superrally, terminó en décima posición y sumó tres puntos extras en el Powerstage, aun así conservaba el liderato del mundial a falta de solo tres pruebas por disputar. El equipo de Kimi Räikkönen, ICE1 Racing, fue excluido del campeonato de constructores al no tomar la salida en la prueba a pesar de estar inscrito, puesto que contravenía la norma de participar obligatoriamente en varias pruebas fuera de Europa.
El ganador del campeonato de producción fue Hayden Paddon que logró su cuarta victoria consecutiva y se aseguraba el título a falta de dos citas.

## Itinerario y ganadores
| Día             | Tramo | Hora  | Nombre                   | Distancia | Ganador            | Tiempo  | Vel. media  | Líder rally        |
| --------------- | ----- | ----- | ------------------------ | --------- | ------------------ | ------- | ----------- | ------------------ |
| Día 1 (8 sept)  | SS1   | 19:15 | Coffs Jetty Precinct 1   | 3.77 km   | Sébastien Ogier    | 2:46.1  | 81.71 km/h  | Sébastien Ogier    |
| Día 1 (8 sept)  | SS2   | 19:30 | Coffs Jetty Precinct 2   | 3.77 km   | Sébastien Loeb     | 2:41.1  | 84.25 km/h  | Sébastien Ogier    |
| Día 2 (9 sept)  | SS3   | 10:03 | Shipmans 1               | 29.03 km  | Sébastien Loeb     | 15:17.0 | 113.97 km/h | Sébastien Loeb     |
| Día 2 (9 sept)  | SS4   | 10:58 | Brooklana 1              | 12.78 km  | Petter Solberg     | 10:01.9 | 76.44 km/h  | Sébastien Ogier    |
| Día 2 (9 sept)  | SS5   | 11:29 | Ulong 1                  | 12.45 km  | Jari-Matti Latvala | 6:37.9  | 112.64 km/h | Sébastien Ogier    |
| Día 2 (9 sept)  | SS6   | 14:42 | Shipmans 2               | 29.03 km  | Jari-Matti Latvala | 16:15.2 | 107.17 km/h | Mikko Hirvonen     |
| Día 2 (9 sept)  | SS7   | 15:37 | Brooklana 2              | 12.78 km  | Mikko Hirvonen     | 10:23.1 | 73.84 km/h  | Mikko Hirvonen     |
| Día 2 (9 sept)  | SS8   | 16:08 | Ulong 2                  | 12.45 km  | Jari-Matti Latvala | 6:55.1  | 107.97 km/h | Mikko Hirvonen     |
| Día 2 (9 sept)  | SS9   | 18:30 | Coffs Jetty Precinct 3   | 3.77 km   | Jari-Matti Latvala | 2:51.0  | 79.37 km/h  | Mikko Hirvonen     |
| Día 2 (9 sept)  | SS10  | 18:45 | Coffs Jetty Precinct 4   | 3.77 km   | Mikko Hirvonen     | 2:49.9  | 79.88 km/h  | Mikko Hirvonen     |
| Día 3 (10 sept) | SS11  | 8:33  | Welshes 1                | 21.10 km  | Jari-Matti Latvala | 12:10.2 | 104.03 km/h | Jari-Matti Latvala |
| Día 3 (10 sept) | SS12  | 9:21  | Grace 1                  | 19.77 km  | Jari-Matti Latvala | 11:10.9 | 106.08 km/h | Jari-Matti Latvala |
| Día 3 (10 sept) | SS13  | 10:14 | Valla 1                  | 14.84 km  | Jari-Matti Latvala | 8:56.2  | 99.63 km/h  | Jari-Matti Latvala |
| Día 3 (10 sept) | SS14  | 10:54 | Urunga 1                 | 13.79 km  | Jari-Matti Latvala | 8:41.8  | 95.14 km/h  | Jari-Matti Latvala |
| Día 3 (10 sept) | SS15  | 14:02 | Welshes 2                | 21.10 km  | Sébastien Ogier    | 11:55.2 | 106.21 km/h | Jari-Matti Latvala |
| Día 3 (10 sept) | SS16  | 14:50 | Grace 2                  | 19.77 km  | Sébastien Ogier    | 10:56.0 | 108.49 km/h | Jari-Matti Latvala |
| Día 3 (10 sept) | SS17  | 15:43 | Valla 2                  | 14.84 km  | Sébastien Ogier    | 8:39.7  | 102.80 km/h | Jari-Matti Latvala |
| Día 3 (10 sept) | SS18  | 16:23 | Urunga 2                 | 13.79 km  | Sébastien Loeb     | 8:28.8  | 97.57 km/h  | Jari-Matti Latvala |
| Día 3 (10 sept) | SS19  | 18:30 | Coffs Jetty Precinct 5   | 3.77 km   | Sébastien Loeb     | 2:34.9  | 87.62 km/h  | Jari-Matti Latvala |
| Día 3 (10 sept) | SS20  | 18:45 | Coffs Jetty Precinct 6   | 3.77 km   | Sébastien Ogier    | 2:33.8  | 88.24 km/h  | Jari-Matti Latvala |
| Día 4 (11 sept) | SS21  | 6:56  | Bucca 1                  | 14.83 km  | Mikko Hirvonen     | 7:18.3  | 121.81 km/h | Jari-Matti Latvala |
| Día 4 (11 sept) | SS22  | 8:19  | Plum Pudding 1           | 30.00 km  | Jari-Matti Latvala | 16:26.3 | 109.50 km/h | Jari-Matti Latvala |
| Día 4 (11 sept) | SS23  | 9:32  | Clarence 1               | 4.58 km   | Sébastien Loeb     | 2:22.8  | 115.46 km/h | Jari-Matti Latvala |
| Día 4 (11 sept) | SS24  | 12:03 | Bucca 2                  | 14.83 km  | Mikko Hirvonen     | 7:10.6  | 123.99 km/h | Jari-Matti Latvala |
| Día 4 (11 sept) | SS25  | 13:26 | Plum Pudding 2           | 30.00 km  | Mikko Hirvonen     | 16:07.8 | 111.59 km/h | Mikko Hirvonen     |
| Día 4 (11 sept) | SS26  | 15:30 | Clarence 2 (Power stage) | 4.58 km   | Sébastien Loeb     | 2:18.1  | 119.39 km/h | Mikko Hirvonen     |

### Power Stage
| Pos | Piloto             | Tiempo | Difer. | Veloc. media | Puntos |
| --- | ------------------ | ------ | ------ | ------------ | ------ |
| 1   | Sébastien Loeb     | 2:18.1 | 0.0    | 119.39 km/h  | 3      |
| 2   | Jari-Matti Latvala | 2:19.3 | +1.2   | 118.36 km/h  | 2      |
| 3   | Petter Solberg     | 2:19.4 | +1.3   | 118.28 km/h  | 1      |

## Clasificación final
| Pos.      | Piloto                | Copiloto           | Automóvil                      | Tiempo    | Diferencia | Puntos  |
| General   | General               | General            | General                        | General   | General    | General |
| --------- | --------------------- | ------------------ | ------------------------------ | --------- | ---------- | ------- |
| 1.        | Mikko Hirvonen        | Jarmo Lehtinen     | Ford Fiesta RS WRC             | 3:35:59.0 | 0.0        | 25      |
| 2.        | Jari-Matti Latvala    | Miikka Anttila     | Ford Fiesta RS WRC             | 3:36:13.7 | 14.7       | 18+2    |
| 3.        | Petter Solberg        | Chris Patterson    | Citroën DS3 WRC                | 3:36:43.8 | 44.8       | 15+1    |
| 4.        | Matthew Wilson        | Scott Martin       | Ford Fiesta RS WRC             | 3:44:44.2 | 8:45.2     | 12      |
| 5.        | Khalid Al Qassimi     | Michael Orr        | Ford Fiesta RS WRC             | 3:48:32.3 | 12:33.3    | 10      |
| 6.        | Hayden Paddon         | John Kennard       | Subaru Impreza WRX STI         | 3:53:28.3 | 17:29.3    | 8       |
| 7.        | Michał Kościuszko     | Maciej Szczepaniak | Mitsubishi Lancer Evolution X  | 3:55:00.3 | 19:01.3    | 6       |
| 8.        | Oleksandr Saliuk, Jr. | Pavlo Cherepin     | Mitsubishi Lancer Evolution IX | 3:57:07.5 | 21:08.5    | 4       |
| 9.        | Benito Guerra         | Borja Rozada       | Mitsubishi Lancer Evolution X  | 3:58:47.9 | 22:48.9    | 2       |
| 10.       | Sébastien Loeb        | Daniel Elena       | Citroën DS3 WRC                | 4:06:01.9 | 30:02.9    | 1+3     |
| PWRC      |                       |                    |                                |           |            |         |
| 1. (6.)   | Hayden Paddon         | John Kennard       | Subaru Impreza WRX STI         | 3:53:28.3 | 0.0        | 25      |
| 2. (7.)   | Michał Kościuszko     | Maciej Szczepaniak | Mitsubishi Lancer Evolution X  | 3:55:00.3 | 1:32.0     | 18      |
| 3. (8.)   | Oleksandr Saliuk, Jr. | Pavlo Cherepin     | Mitsubishi Lancer Evolution IX | 3:57:07.5 | 3:39.2     | 15      |
| 4. (9.)   | Benito Guerra         | Borja Rozada       | Mitsubishi Lancer Evolution X  | 3:58:47.9 | 5:19.6     | 12      |
| 5. (12.)  | Valeriy Gorban        | Andrey Nikolayev   | Mitsubishi Lancer Evolution IX | 4:06:21.1 | 12:52.8    | 10      |
| 6. (16.)  | Gianluca Linari       | Nicola Arena       | Subaru Impreza WRX STI         | 4:14:49.2 | 21:20.9    | 8       |
| 7. (17.)  | Brendan Reeves        | Rhianon Smyth      | Subaru Impreza WRX STI         | 4:17:19.2 | 23:50.9    | 6       |
| 8. (18.)  | Nathan Quinn          | David Green        | Mitsubishi Lancer Evolution IX | 4:17:53.6 | 24:25.3    | 4       |
| 9. (20.)  | Harry Hunt            | Robbie Durant      | Citroën DS3 R3                 | 4:25:40.9 | 32:12.6    | 2       |
| 10. (21.) | Bader Al Jabri        | Stephen McAuley    | Subaru Impreza WRX STI         | 4:29:41.2 | 36:12.9    | 1       |